# Россоно
Россо́но (Россонское, устар. Расона, Рассоно; бел. Расона) — озеро в Россонском районе Витебской области Беларуси. Находится на юго-западной окраине посёлка Россоны. Озеро расположено в бассейне реки Нещерда, притока реки Дрисса.

## Характеристика
Площадь озера около 2,38 км², площадь водосбора 30,8 км², максимальная глубина достигает 3,3 метра. Берега озера преимущественно песчаные и низкие, местами поросшие кустарником и лесом.
На южном берегу расположены деревни Синицы и Береговая. В центральной части озера находится остров площадью примерно 1 гектар. Водоём служит популярным местом отдыха для жителей района. В северо-восточной части расположена рекреационная зона с пляжем и пирсом, предназначенным для швартовки лодок и катамаранов.
Из озера вытекает река Россонка. В водоеме обитают линь, щука, плотва, карась и окунь. Для любителей рыбалки организована платная ловля.